# مسجد التوحيد (الأرجنتين)
مسجد التوحيد (بالإسبانية: Mezquita At-Tauhid): هو دار عبادة إسلامية في حي فلوريستا في بوينس آيرس، الأرجنتين. هو أقدم مسجد في البلد، تم افتتاحه في أكتوبر 1983 من قبل الطائفة الشيعية في بوينس آيرس، وبدعم من سفارة إيران في الأرجنتين. إنه مبنى بسيط للغاية ذو طراز إسلامي رقيق في واجهته.
يقع في شارع فيليبي فاليسي 3614.

## أنظر أيضا
- قائمة المساجد في الأمريكتين
- قوائم المساجد